# Eleições legislativas portuguesas de 2015 no distrito de Setúbal
| Eleições legislativas portuguesas de 2015 Distritos: Aveiro \| Beja \| Braga \| Bragança \| Castelo Branco \| Coimbra \| Évora \| Faro \| Guarda \| Leiria \| Lisboa \| Portalegre \| Porto \| Santarém \| Setúbal \| Viana do Castelo \| Vila Real \| Viseu \| Açores \| Madeira \| Estrangeiro |

## Resultados por concelho
Os resultados nos concelhos do Distrito de Setúbal foram os seguintes:

### Alcácer do Sal
| Partido                 | Partido                        | Votos  | %               | +/-   |
| ----------------------- | ------------------------------ | ------ | --------------- | ----- |
|                         | Partido Socialista             | 2 655  | 41,32 / 100,00  | 10,30 |
|                         | Coligação Democrática Unitária | 1 700  | 26,46 / 100,00  | 2,63  |
|                         | Portugal à Frente              | 1 010  | 15,72 / 100,00  | 9,74  |
|                         | Bloco de Esquerda              | 560    | 8,72 / 100,00   | 2,12  |
|                         | PCTP/MRPP                      | 132    | 2,05 / 100,00   | 0,37  |
|                         | Outros                         | 238    | 3,69 / 100,00   |       |
| Votos Inválidos         | Votos Inválidos                | 130    | 2,03 / 100,00   | 0,57  |
| Total                   | Total                          | 6 425  | 100,00 / 100,00 |       |
| Eleitorado/Participação | Eleitorado/Participação        | 10 909 | 58,90 / 100,00  | 1,46  |

| Freguesia                                        | %     | %     | %     | %     | %    | Votantes |
| Freguesia                                        | PS    | CDU   | PÀF   | BE    | PCTP | Votantes |
| ------------------------------------------------ | ----- | ----- | ----- | ----- | ---- | -------- |
| Comporta                                         | 35,11 | 25,30 | 17,56 | 11,70 | 2,07 | 581      |
| Santa Maria do Castelo e Santiago e Santa Susana | 40,82 | 24,64 | 16,79 | 9,52  | 2,19 | 4 424    |
| São Martinho                                     | 26,86 | 63,25 | 4,24  | 2,83  | 0,71 | 283      |
| Torrão                                           | 50,04 | 24,98 | 13,46 | 5,54  | 1,85 | 1 137    |
| Alcácer do Sal                                   | 41,32 | 26,46 | 15,72 | 8,72  | 2,05 | 6 425    |

### Alcochete
| Partido                 | Partido                        | Votos  | %               | +/-   |
| ----------------------- | ------------------------------ | ------ | --------------- | ----- |
|                         | Partido Socialista             | 2 971  | 33,06 / 100,00  | 9,22  |
|                         | Portugal à Frente              | 2 397  | 26,67 / 100,00  | 15,17 |
|                         | Coligação Democrática Unitária | 1 550  | 17,25 / 100,00  | 1,09  |
|                         | Bloco de Esquerda              | 1 116  | 12,42 / 100,00  | 5,99  |
|                         | Pessoas–Animais–Natureza       | 147    | 1,64 / 100,00   | 0,35  |
|                         | PCTP/MRPP                      | 126    | 1,40 / 100,00   | 0,16  |
|                         | LIVRE/Tempo de Avançar         | 104    | 1,16 / 100,00   | Novo  |
|                         | Outros                         | 284    | 3,15 / 100,00   |       |
| Votos Inválidos         | Votos Inválidos                | 293    | 3,26 / 100,00   | 1,06  |
| Total                   | Total                          | 8 988  | 100,00 / 100,00 |       |
| Eleitorado/Participação | Eleitorado/Participação        | 14 273 | 62,97 / 100,00  | 0,34  |

| Freguesia     | %     | %     | %     | %     | %    | %    | %    | Votantes |
| Freguesia     | PS    | PÀF   | CDU   | BE    | PAN  | PCTP | L    | Votantes |
| ------------- | ----- | ----- | ----- | ----- | ---- | ---- | ---- | -------- |
| Alcochete     | 33,99 | 27,76 | 15,89 | 12,27 | 1,52 | 1,40 | 1,06 | 6 131    |
| Samouco       | 31,31 | 19,59 | 24,27 | 13,46 | 1,52 | 1,52 | 1,35 | 1 776    |
| São Francisco | 30,62 | 32,10 | 13,41 | 11,56 | 2,50 | 1,20 | 1,39 | 1 081    |
| Alcochete     | 33,06 | 26,67 | 17,25 | 12,42 | 1,64 | 1,40 | 1,16 | 8 988    |

### Almada
| Partido                 | Partido                        | Votos   | %               | +/-   |
| ----------------------- | ------------------------------ | ------- | --------------- | ----- |
|                         | Partido Socialista             | 31 773  | 35,86 / 100,00  | 7,92  |
|                         | Portugal à Frente              | 21 943  | 24,76 / 100,00  | 15,05 |
|                         | Coligação Democrática Unitária | 14 461  | 16,32 / 100,00  | 0,69  |
|                         | Bloco de Esquerda              | 10 860  | 12,26 / 100,00  | 5,64  |
|                         | Pessoas–Animais–Natureza       | 1 866   | 2,11 / 100,00   | 0,46  |
|                         | PCTP/MRPP                      | 1 094   | 1,23 / 100,00   | 0,17  |
|                         | LIVRE/Tempo de Avançar         | 946     | 1,07 / 100,00   | Novo  |
|                         | Outros                         | 2 861   | 3,24 / 100,00   |       |
| Votos Inválidos         | Votos Inválidos                | 2 802   | 3,16 / 100,00   | 0,74  |
| Total                   | Total                          | 88 606  | 100,00 / 100,00 |       |
| Eleitorado/Participação | Eleitorado/Participação        | 148 954 | 59,49 / 100,00  | 0,56  |

| Freguesia                                  | %     | %     | %     | %     | %    | %    | %    | Votantes |
| Freguesia                                  | PS    | PÀF   | CDU   | BE    | PAN  | PCTP | L    | Votantes |
| ------------------------------------------ | ----- | ----- | ----- | ----- | ---- | ---- | ---- | -------- |
| Almada, Cova da Piedade, Pragal e Cacilhas | 37,21 | 23,10 | 17,78 | 12,20 | 1,89 | 1,09 | 1,15 | 28 174   |
| Caparica e Trafaria                        | 37,14 | 20,25 | 19,31 | 11,57 | 2,27 | 1,76 | 1,00 | 11 680   |
| Charneca de Caparica e Sobreda             | 32,43 | 30,63 | 12,83 | 12,53 | 2,48 | 1,11 | 1,09 | 22 923   |
| Costa de Caparica                          | 34,05 | 31,97 | 11,08 | 11,68 | 2,83 | 1,06 | 1,15 | 6 676    |
| Laranjeiro e Feijó                         | 37,82 | 20,44 | 18,35 | 12,64 | 1,98 | 1,33 | 0,93 | 19 153   |
| Almada                                     | 35,86 | 24,76 | 16,32 | 12,26 | 2,11 | 1,23 | 1,07 | 88 606   |

### Barreiro
| Partido                 | Partido                        | Votos  | %               | +/-   |
| ----------------------- | ------------------------------ | ------ | --------------- | ----- |
|                         | Partido Socialista             | 15 448 | 35,80 / 100,00  | 6,87  |
|                         | Coligação Democrática Unitária | 11 062 | 25,64 / 100,00  | 0,95  |
|                         | Portugal à Frente              | 6 795  | 15,75 / 100,00  | 12,57 |
|                         | Bloco de Esquerda              | 5 279  | 12,23 / 100,00  | 4,92  |
|                         | Pessoas–Animais–Natureza       | 767    | 1,78 / 100,00   | 0,32  |
|                         | PCTP/MRPP                      | 717    | 1,66 / 100,00   | 0,07  |
|                         | LIVRE/Tempo de Avançar         | 452    | 1,05 / 100,00   | Novo  |
|                         | Outros                         | 1 430  | 3,31 / 100,00   |       |
| Votos Inválidos         | Votos Inválidos                | 1 197  | 2,77 / 100,00   | 0,97  |
| Total                   | Total                          | 43 147 | 100,00 / 100,00 |       |
| Eleitorado/Participação | Eleitorado/Participação        | 69 215 | 62,34 / 100,00  | 0,46  |

| Freguesia                                   | %     | %     | %     | %     | %    | %    | %    | Votantes |
| Freguesia                                   | PS    | CDU   | PÀF   | BE    | PAN  | PCTP | L    | Votantes |
| ------------------------------------------- | ----- | ----- | ----- | ----- | ---- | ---- | ---- | -------- |
| Alto do Seixalinho, Santo André e Verderena | 36,51 | 26,42 | 14,54 | 11,96 | 1,82 | 1,74 | 1,00 | 23 000   |
| Barreiro e Lavradio                         | 35,92 | 25,83 | 15,48 | 12,50 | 1,71 | 1,45 | 1,31 | 12 323   |
| Palhais e Coina                             | 28,79 | 26,84 | 19,39 | 13,20 | 1,32 | 2,53 | 0,97 | 2 053    |
| Santo António da Charneca                   | 35,21 | 21,69 | 19,86 | 12,44 | 1,49 | 1,91 | 0,68 | 5 771    |
| Barreiro                                    | 35,80 | 25,64 | 15,75 | 12,23 | 1,78 | 1,66 | 1,05 | 43 147   |

### Grândola
| Partido                 | Partido                        | Votos  | %               | +/-   |
| ----------------------- | ------------------------------ | ------ | --------------- | ----- |
|                         | Partido Socialista             | 2 668  | 36,17 / 100,00  | 7,10  |
|                         | Coligação Democrática Unitária | 1 966  | 26,65 / 100,00  | 1,16  |
|                         | Portugal à Frente              | 1 371  | 18,59 / 100,00  | 10,52 |
|                         | Bloco de Esquerda              | 678    | 9,19 / 100,00   | 3,19  |
|                         | PCTP/MRPP                      | 154    | 2,09 / 100,00   | 0,03  |
|                         | Pessoas–Animais–Natureza       | 74     | 1,00 / 100,00   | 0,16  |
|                         | Outros                         | 263    | 3,56 / 100,00   |       |
| Votos Inválidos         | Votos Inválidos                | 202    | 2,74 / 100,00   | 0,36  |
| Total                   | Total                          | 7 376  | 100,00 / 100,00 |       |
| Eleitorado/Participação | Eleitorado/Participação        | 12 272 | 60,10 / 100,00  | 0,81  |

| Freguesia                                  | %     | %     | %     | %     | %    | %    | Votantes |
| Freguesia                                  | PS    | CDU   | PÀF   | BE    | PCTP | PAN  | Votantes |
| ------------------------------------------ | ----- | ----- | ----- | ----- | ---- | ---- | -------- |
| Azinheira dos Barros e São Mamede do Sádão | 50,41 | 20,71 | 8,72  | 11,17 | 2,72 | 0,82 | 367      |
| Carvalhal                                  | 31,89 | 26,38 | 18,36 | 12,19 | 2,50 | 1,00 | 599      |
| Grândola e Santa Margarida da Serra        | 35,73 | 28,26 | 17,69 | 8,87  | 2,15 | 0,98 | 5 524    |
| Melides                                    | 35,89 | 19,30 | 28,44 | 8,35  | 1,13 | 1,24 | 886      |
| Grândola                                   | 36,17 | 26,65 | 18,59 | 9,19  | 2,09 | 1,00 | 7 376    |

### Moita
| Partido                 | Partido                         | Votos  | %               | +/-   |
| ----------------------- | ------------------------------- | ------ | --------------- | ----- |
|                         | Partido Socialista              | 10 640 | 32,22 / 100,00  | 5,69  |
|                         | Coligação Democrática Unitária  | 9 102  | 27,56 / 100,00  | 0,18  |
|                         | Portugal à Frente               | 4 995  | 15,12 / 100,00  | 13,01 |
|                         | Bloco de Esquerda               | 4 459  | 13,50 / 100,00  | 5,06  |
|                         | PCTP/MRPP                       | 704    | 2,13 / 100,00   | 0,39  |
|                         | Pessoas–Animais–Natureza        | 653    | 1,98 / 100,00   | 0,59  |
|                         | Partido Democrático Republicano | 384    | 1,16 / 100,00   | Novo  |
|                         | Outros                          | 1 119  | 3,39 / 100,00   |       |
| Votos Inválidos         | Votos Inválidos                 | 969    | 2,93 / 100,00   | 0,70  |
| Total                   | Total                           | 33 025 | 100,00 / 100,00 |       |
| Eleitorado/Participação | Eleitorado/Participação         | 58 364 | 56,58 / 100,00  | 0,31  |

| Freguesia                            | %     | %     | %     | %     | %    | %    | %    | Votantes |
| Freguesia                            | PS    | CDU   | PÀF   | BE    | PCTP | PAN  | PDR  | Votantes |
| ------------------------------------ | ----- | ----- | ----- | ----- | ---- | ---- | ---- | -------- |
| Alhos Vedros                         | 29,53 | 26,47 | 15,19 | 15,57 | 2,32 | 2,30 | 1,42 | 7 842    |
| Baixa da Banheira e Vale da Amoreira | 33,99 | 29,10 | 14,10 | 12,21 | 1,99 | 1,79 | 1,17 | 14 536   |
| Gaio-Rosário e Sarilhos Pequenos     | 35,01 | 36,46 | 10,59 | 8,43  | 2,23 | 1,37 | 0,79 | 1 388    |
| Moita                                | 31,29 | 24,73 | 17,36 | 14,54 | 2,18 | 2,10 | 0,99 | 9 259    |
| Moita                                | 32,22 | 27,56 | 15,12 | 13,50 | 2,13 | 1,98 | 1,16 | 33 025   |

### Montijo
| Partido                 | Partido                         | Votos  | %               | +/-   |
| ----------------------- | ------------------------------- | ------ | --------------- | ----- |
|                         | Partido Socialista              | 7 727  | 34,07 / 100,00  | 8,48  |
|                         | Portugal à Frente               | 6 313  | 27,84 / 100,00  | 16,09 |
|                         | Coligação Democrática Unitária  | 3 042  | 13,41 / 100,00  | 0,61  |
|                         | Bloco de Esquerda               | 2 969  | 13,09 / 100,00  | 6,13  |
|                         | Pessoas–Animais–Natureza        | 409    | 1,80 / 100,00   | 0,38  |
|                         | PCTP/MRPP                       | 376    | 1,66 / 100,00   | 0,06  |
|                         | Partido Democrático Republicano | 266    | 1,17 / 100,00   | Novo  |
|                         | LIVRE/Tempo de Avançar          | 249    | 1,10 / 100,00   | Novo  |
|                         | Outros                          | 616    | 2,71 / 100,00   |       |
| Votos Inválidos         | Votos Inválidos                 | 712    | 3,14 / 100,00   | 0,75  |
| Total                   | Total                           | 22 679 | 100,00 / 100,00 |       |
| Eleitorado/Participação | Eleitorado/Participação         | 41 997 | 54,00 / 100,00  | 1,43  |

| Freguesia                         | %     | %     | %     | %     | %    | %    | %    | %    | Votantes |
| Freguesia                         | PS    | PÀF   | CDU   | BE    | PAN  | PCTP | PDR  | L    | Votantes |
| --------------------------------- | ----- | ----- | ----- | ----- | ---- | ---- | ---- | ---- | -------- |
| Atalaia e Alto Estanqueiro-Jardia | 38,10 | 26,04 | 12,76 | 12,32 | 1,67 | 1,06 | 1,41 | 0,53 | 2 273    |
| Canha                             | 44,96 | 30,26 | 10,66 | 6,92  | 0,72 | 1,59 | 0,72 | 0,14 | 694      |
| Montijo e Afonsoeiro              | 33,29 | 28,21 | 12,72 | 13,97 | 1,94 | 1,60 | 1,14 | 1,26 | 16 719   |
| Pegões                            | 32,48 | 33,50 | 12,32 | 9,89  | 1,47 | 1,79 | 0,77 | 1,02 | 1 567    |
| Sarilhos Grandes                  | 33,31 | 18,86 | 25,18 | 10,59 | 1,33 | 3,16 | 1,82 | 0,63 | 1 426    |
| Montijo                           | 34,07 | 27,84 | 13,41 | 13,09 | 1,80 | 1,66 | 1,17 | 1,10 | 22 679   |

### Palmela
| Partido                 | Partido                         | Votos  | %               | +/-   |
| ----------------------- | ------------------------------- | ------ | --------------- | ----- |
|                         | Partido Socialista              | 9 672  | 32,27 / 100,00  | 6,90  |
|                         | Portugal à Frente               | 7 104  | 23,70 / 100,00  | 15,04 |
|                         | Coligação Democrática Unitária  | 5 190  | 17,32 / 100,00  | 1,53  |
|                         | Bloco de Esquerda               | 4 348  | 14,51 / 100,00  | 6,98  |
|                         | PCTP/MRPP                       | 578    | 1,93 / 100,00   | 0,19  |
|                         | Pessoas–Animais–Natureza        | 556    | 1,85 / 100,00   | 0,47  |
|                         | Partido Democrático Republicano | 365    | 1,22 / 100,00   | Novo  |
|                         | LIVRE/Tempo de Avançar          | 319    | 1,06 / 100,00   | Novo  |
|                         | Outros                          | 780    | 2,59 / 100,00   |       |
| Votos Inválidos         | Votos Inválidos                 | 1 062  | 3,54 / 100,00   | 0,51  |
| Total                   | Total                           | 29 974 | 100,00 / 100,00 |       |
| Eleitorado/Participação | Eleitorado/Participação         | 52 230 | 57,39 / 100,00  | 0,23  |

| Freguesia           | %     | %     | %     | %     | %    | %    | %    | %    | Votantes |
| Freguesia           | PS    | PÀF   | CDU   | BE    | PCTP | PAN  | PDR  | L    | Votantes |
| ------------------- | ----- | ----- | ----- | ----- | ---- | ---- | ---- | ---- | -------- |
| Palmela             | 32,45 | 27,45 | 13,98 | 14,51 | 1,47 | 1,82 | 1,35 | 1,11 | 8 737    |
| Pinhal Novo         | 32,40 | 18,93 | 19,81 | 16,51 | 2,16 | 1,85 | 1,29 | 0,99 | 12 140   |
| Poceirão e Marateca | 33,17 | 26,50 | 18,80 | 8,27  | 2,75 | 1,45 | 1,30 | 0,94 | 3 313    |
| Quinta do Anjo      | 31,21 | 26,45 | 16,27 | 13,87 | 1,68 | 2,14 | 0,81 | 1,23 | 5 784    |
| Palmela             | 32,27 | 23,70 | 17,32 | 14,51 | 1,93 | 1,85 | 1,22 | 1,06 | 29 974   |

### Santiago do Cacém
| Partido                 | Partido                        | Votos  | %               | +/-   |
| ----------------------- | ------------------------------ | ------ | --------------- | ----- |
|                         | Partido Socialista             | 4 732  | 32,51 / 100,00  | 7,20  |
|                         | Portugal à Frente              | 3 324  | 22,84 / 100,00  | 12,71 |
|                         | Coligação Democrática Unitária | 3 146  | 21,62 / 100,00  | 1,07  |
|                         | Bloco de Esquerda              | 1 839  | 12,64 / 100,00  | 6,07  |
|                         | PCTP/MRPP                      | 280    | 1,92 / 100,00   | 0,16  |
|                         | Pessoas–Animais–Natureza       | 154    | 1,06 / 100,00   | 0,05  |
|                         | Outros                         | 590    | 4,05 / 100,00   |       |
| Votos Inválidos         | Votos Inválidos                | 489    | 3,36 / 100,00   | 1,18  |
| Total                   | Total                          | 14 554 | 100,00 / 100,00 |       |
| Eleitorado/Participação | Eleitorado/Participação        | 24 911 | 58,42 / 100,00  | 0,08  |

| Freguesia                                        | %     | %     | %     | %     | %    | %    | Votantes |
| Freguesia                                        | PS    | PÀF   | CDU   | BE    | PCTP | PAN  | Votantes |
| ------------------------------------------------ | ----- | ----- | ----- | ----- | ---- | ---- | -------- |
| Abela                                            | 30,13 | 21,05 | 35,93 | 6,35  | 1,45 | 0,91 | 551      |
| Alvalade                                         | 24,79 | 23,10 | 36,18 | 8,86  | 2,11 | 0,21 | 948      |
| Cercal do Alentejo                               | 35,95 | 15,62 | 26,90 | 9,71  | 3,26 | 1,03 | 1 658    |
| Ermidas-Sado                                     | 29,37 | 19,00 | 30,33 | 13,15 | 2,50 | 0,19 | 1 042    |
| Santiago do Cacém, Sta. e S. Bartolomeu da Serra | 34,57 | 24,71 | 19,44 | 11,27 | 1,74 | 1,06 | 3 966    |
| Santo André                                      | 31,96 | 25,17 | 13,84 | 16,84 | 1,47 | 1,51 | 5 244    |
| São Domingos e Vale de Água                      | 35,39 | 14,47 | 35,53 | 7,87  | 1,97 | 0,42 | 712      |
| São Francisco da Serra                           | 30,02 | 29,79 | 21,48 | 8,31  | 2,77 | 0,92 | 433      |
| Santiago do Cacém                                | 32,51 | 22,84 | 21,62 | 12,64 | 1,92 | 1,06 | 14 554   |

### Seixal
| Partido                 | Partido                        | Votos   | %               | +/-   |
| ----------------------- | ------------------------------ | ------- | --------------- | ----- |
|                         | Partido Socialista             | 27 058  | 34,09 / 100,00  | 5,37  |
|                         | Portugal à Frente              | 18 366  | 23,14 / 100,00  | 14,11 |
|                         | Coligação Democrática Unitária | 14 173  | 17,85 / 100,00  | 1,01  |
|                         | Bloco de Esquerda              | 10 590  | 13,34 / 100,00  | 7,08  |
|                         | Pessoas–Animais–Natureza       | 1 599   | 2,01 / 100,00   | 0,56  |
|                         | PCTP/MRPP                      | 1 126   | 1,42 / 100,00   | 0,08  |
|                         | LIVRE/Tempo de Avançar         | 791     | 1,00 / 100,00   | Novo  |
|                         | Outros                         | 2 891   | 3,64 / 100,00   |       |
| Votos Inválidos         | Votos Inválidos                | 2 786   | 3,51 / 100,00   | 0,59  |
| Total                   | Total                          | 79 380  | 100,00 / 100,00 |       |
| Eleitorado/Participação | Eleitorado/Participação        | 135 040 | 58,78 / 100,00  | 2,76  |

| Freguesia                                | %     | %     | %     | %     | %    | %    | %    | Votantes |
| Freguesia                                | PS    | PÀF   | CDU   | BE    | PAN  | PCTP | L    | Votantes |
| ---------------------------------------- | ----- | ----- | ----- | ----- | ---- | ---- | ---- | -------- |
| Amora                                    | 36,13 | 22,51 | 17,70 | 12,67 | 2,03 | 1,41 | 0,91 | 23 207   |
| Corroios                                 | 35,14 | 25,10 | 14,57 | 13,55 | 2,05 | 1,25 | 1,09 | 25 410   |
| Fernão Ferro                             | 33,66 | 29,22 | 12,87 | 12,62 | 1,81 | 1,12 | 0,89 | 8 860    |
| Seixal, Arrentela e Aldeia de Paio Pires | 30,88 | 19,07 | 23,85 | 14,10 | 2,04 | 1,75 | 1,01 | 21 903   |
| Seixal                                   | 34,09 | 23,14 | 17,85 | 13,34 | 2,01 | 1,42 | 1,00 | 79 380   |

### Sesimbra
| Partido                 | Partido                         | Votos  | %               | +/-   |
| ----------------------- | ------------------------------- | ------ | --------------- | ----- |
|                         | Partido Socialista              | 7 621  | 32,01 / 100,00  | 6,14  |
|                         | Portugal à Frente               | 6 154  | 25,85 / 100,00  | 14,45 |
|                         | Coligação Democrática Unitária  | 3 704  | 15,56 / 100,00  | 0,70  |
|                         | Bloco de Esquerda               | 3 375  | 14,17 / 100,00  | 6,91  |
|                         | Pessoas–Animais–Natureza        | 564    | 2,37 / 100,00   | 0,56  |
|                         | PCTP/MRPP                       | 365    | 1,53 / 100,00   | 0,05  |
|                         | Partido Democrático Republicano | 303    | 1,27 / 100,00   | Novo  |
|                         | Outros                          | 925    | 3,89 / 100,00   |       |
| Votos Inválidos         | Votos Inválidos                 | 799    | 3,35 / 100,00   | 1,06  |
| Total                   | Total                           | 23 810 | 100,00 / 100,00 |       |
| Eleitorado/Participação | Eleitorado/Participação         | 42 340 | 56,24 / 100,00  | 1,62  |

| Freguesia           | %     | %     | %     | %     | %    | %    | %    | Votantes |
| Freguesia           | PS    | PÀF   | CDU   | BE    | PAN  | PCTP | PDR  | Votantes |
| ------------------- | ----- | ----- | ----- | ----- | ---- | ---- | ---- | -------- |
| Quinta do Conde     | 30,60 | 24,86 | 16,11 | 15,64 | 2,78 | 1,39 | 1,31 | 11 768   |
| Sesimbra (Castelo)  | 32,75 | 27,60 | 13,87 | 13,02 | 2,03 | 1,67 | 1,28 | 9 436    |
| Sesimbra (Santiago) | 35,69 | 23,94 | 19,15 | 11,74 | 1,73 | 1,69 | 1,07 | 2 606    |
| Sesimbra            | 32,01 | 25,85 | 15,56 | 14,17 | 2,37 | 1,53 | 1,27 | 23 810   |

### Setúbal
| Partido                 | Partido                        | Votos   | %               | +/-   |
| ----------------------- | ------------------------------ | ------- | --------------- | ----- |
|                         | Partido Socialista             | 20 102  | 34,15 / 100,00  | 9,16  |
|                         | Portugal à Frente              | 14 578  | 24,77 / 100,00  | 18,07 |
|                         | Coligação Democrática Unitária | 9 232   | 15,68 / 100,00  | 0,31  |
|                         | Bloco de Esquerda              | 8 139   | 13,83 / 100,00  | 6,22  |
|                         | Pessoas–Animais–Natureza       | 1 240   | 2,11 / 100,00   | 0,59  |
|                         | PCTP/MRPP                      | 923     | 1,57 / 100,00   | 0,32  |
|                         | LIVRE/Tempo de Avançar         | 589     | 1,00 / 100,00   | Novo  |
|                         | Outros                         | 2 265   | 3,85 / 100,00   |       |
| Votos Inválidos         | Votos Inválidos                | 1 791   | 3,04 / 100,00   | 0,68  |
| Total                   | Total                          | 58 859  | 100,00 / 100,00 |       |
| Eleitorado/Participação | Eleitorado/Participação        | 103 483 | 56,88 / 100,00  | 0,63  |

| Freguesia                          | %     | %     | %     | %     | %    | %    | %    | Votantes |
| Freguesia                          | PS    | PÀF   | CDU   | BE    | PAN  | PCTP | L    | Votantes |
| ---------------------------------- | ----- | ----- | ----- | ----- | ---- | ---- | ---- | -------- |
| Azeitão (São Lourenço e São Simão) | 32,06 | 30,70 | 12,56 | 12,59 | 1,91 | 1,28 | 1,30 | 9 720    |
| Gâmbia-Pontes-Alto da Guerra       | 31,04 | 22,83 | 21,69 | 12,73 | 1,77 | 1,77 | 0,69 | 3 048    |
| Setúbal                            | 33,80 | 29,84 | 12,52 | 12,98 | 2,12 | 1,12 | 1,07 | 20 048   |
| Sado                               | 34,81 | 11,83 | 28,98 | 12,83 | 1,17 | 2,78 | 0,87 | 2 985    |
| São Sebastião                      | 35,67 | 19,78 | 17,24 | 15,36 | 2,34 | 1,90 | 0,87 | 23 058   |
| Setúbal                            | 34,15 | 24,77 | 15,68 | 13,83 | 2,11 | 1,57 | 1,00 | 58 859   |

### Sines
| Partido                 | Partido                        | Votos  | %               | +/-   |
| ----------------------- | ------------------------------ | ------ | --------------- | ----- |
|                         | Partido Socialista             | 2 235  | 33,47 / 100,00  | 6,67  |
|                         | Portugal à Frente              | 1 309  | 19,60 / 100,00  | 14,39 |
|                         | Coligação Democrática Unitária | 1 278  | 19,14 / 100,00  | 0,54  |
|                         | Bloco de Esquerda              | 1 064  | 15,94 / 100,00  | 7,53  |
|                         | PCTP/MRPP                      | 146    | 2,19 / 100,00   | 0,34  |
|                         | LIVRE/Tempo de Avançar         | 102    | 1,53 / 100,00   | Novo  |
|                         | Pessoas–Animais–Natureza       | 94     | 1,41 / 100,00   | 0,07  |
|                         | Outros                         | 237    | 3,54 / 100,00   |       |
| Votos Inválidos         | Votos Inválidos                | 212    | 3,18 / 100,00   | 2,04  |
| Total                   | Total                          | 6 677  | 100,00 / 100,00 |       |
| Eleitorado/Participação | Eleitorado/Participação        | 12 061 | 55,36 / 100,00  | 0,27  |

| Freguesia  | %     | %     | %     | %     | %    | %    | %    | Votantes |
| Freguesia  | PS    | PÀF   | CDU   | BE    | PCTP | L    | PAN  | Votantes |
| ---------- | ----- | ----- | ----- | ----- | ---- | ---- | ---- | -------- |
| Porto Covo | 34,67 | 24,09 | 15,33 | 16,79 | 1,28 | 0,73 | 0,55 | 548      |
| Sines      | 33,37 | 19,20 | 19,48 | 15,86 | 2,27 | 1,60 | 1,48 | 6 129    |
| Sines      | 33,47 | 19,60 | 19,14 | 15,94 | 2,19 | 1,53 | 1,41 | 6 677    |